# Hiperpnea
La hiperpnea és un augment en la quantitat d'aire ventilat per unitat de temps en relació al considerat com una respiració normal (eupnea). Aquest augment en la quantitat d'aire intercanviat es pot produir ja sigui per un augment en la freqüència del cicle respiratori (taquipnea), per un augment en la profunditat de la respiració (batipnea) o per una combinació d'ambdues (polipnea).
Un exemple d'hiperpnea és la respiració ràpida, profunda o treballosa que apareix normalment durant l'exercici; també acompanya a quadres patològics com dolor, febre, histèria i qualsevol trastorn en el qual l'aportació d'oxigen sigui insuficient, com passa en les malalties respiratòries i circulatòries.
En medicina, la hiperventilació (o sobrerrespiració) és l'estat de respiració accelerada i/o més profunda que el necessari, reduint la concentració de diòxid de carboni de la sang per sota del normal.
En canvi la hiperpnea, on l'increment de la respiració és a causa de la demanda, com durant i seguint exercicis o quan el cos decau en oxigenació (hipòxia), per ex. en altes altituds o com a resultat d'anèmia. La hiperpnea pot també ocórrer com a resultat de sèpsia, i és usualment un signe del començament de sèpsia refractària.